# クワック・パック
『クワック・パック』（Quack Pack）は、ディズニー製作のテレビアニメ作品。1996年9月3日から11月28日までアメリカのテレビ番組、ディズニーアフタヌーン内で放送された。全39話。日本では2005年にディズニー・チャンネルで本放送が行われ、トゥーン・ディズニー開局後はそちらに移行してリピート放送を実施した。第6話は『ミッキーのクリスマス大作戦』の収録作品。

## ストーリー
ドナルドはデイジーや甥っ子たちを相棒にニュースカメラマンとして働くという話である。時には、事件や厄介ごとにまきこまれたり、悪者に目を付けられたりという散々な日々を面白おかしくアニメーションで描いている。ディズニーは同作品を1980年代に制作された『ダックテイル（わんぱくダック夢冒険）』の続編としており、ドナルドが昔は海軍に在籍していた事や現在住んでいる町がダックバーグであるなどの設定も受け継がれている。

## キャラクター
ドナルドダック
声 - 山寺宏一/英 - トニー・アンセルモ
本作の主人公。今作ではニュースカメラマンとして働くが、相変わらず短気で暴走しがちなのと不幸体質なため、その毎日は結構悲惨。以前は海軍で働いていたらしい。若返った時の姿はクラシック時代（かしこいメンドリ）の姿になっている。
デイジーダック
声 - 土井美加/英 - キャス・スーシー
本作のヒロイン。ドナルドダックの恋人。レポーターを務める。今作ではショートヘアで、人間女性のように胸が大きく描かれている。美人レポーターとして人気がある。本作でも勝ち気で我の強いところは健在でケントを出し抜こうとスクープを追うあまり暴走することもしばしばあり、ドナルド達に迷惑をかけることもある。ペットとして「ナックルズ」と名付けたイグアナを飼っている。
『ミッキーのクリスマス大作戦』のゲーム&アクティビティ「プレゼントは何がいい?」での顔も当シリーズと同じ。
ヒューイ・デューイ・ルーイ
声 - 永澤菜教、高乃麗、梅田貴公美/英 - ジェニー・イライアス、パメラ・シーガル、エリザベス・デイリー
ドナルドダックの甥っ子の三つ子達。時には「Tチーム」になって悪者と戦うことも。
今作ではティーンエイジャーに成長しており、顔つきや髪型・服装にも違いが出てきて判別しやすくなっている。これは前述のゲーム&アクティビティにも流用された。一人称も「俺」に変わっている。
リーダー格でうぬぼれ屋のヒューイ、『ダックテイル』同様、頭脳派でコンピューターが得意な計算高いデューイ、スポーツ好きだが天然で抜けているルーイとそれぞれ違った個性を与えられており、ヒューイはオールバックに赤いシャツの上に赤いジャケット、デューイは青いシャツの上に青と白のストライプのジャケット、ルーイは薄緑色のタンクトップに緑の帽子をかぶっている。なお、回想などによる少年時代は3人とも従来のシリーズと同じ坂本千夏が担当している。
ケント・パワーズ
声 - 中田和宏/ロジャー・ロス
ドナルドやデイジーが働いているテレビ局の同僚のうぬぼれ屋。一方で自分の行きたくない現場ややりたくない仕事は、全部デイジーに押し付ける割にデイジーに気がある様子があるが失敗に終わるなどヘタレで情けない所がある。
グワンプキ
声 - 北川勝博/英 - パット・フラリー
ドナルドダックや甥っ子達が、よく通うドライブスルーのハンバーガー屋の店長。出身はグラタスモーキヤ。名物は、ヤクの肉を使ったグワンプキの家に伝わる秘伝のソースを使ったハンバーガーである。
ルードヴィヒ・フォン・ドレイク
声 - 沢りつお/英 - コーリー・バートン
ドナルドの伯父で発明家でもあるが発明品が原因で度々騒動が起きる。

## 主題歌
オープニング「クワック・パック」
- 歌手：石原慎一

## スタッフ
- 監督：カート・アンダーソン、トビー・シェルトン
- 製作：ロブ・ハンフリー、ジム・ピーターソン
- プロデューサー:トビー・シェルトン、ケビン・クロスビー・ホップス

### 日本語版スタッフ
- 演出：向山宏志
- 翻訳・訳詞：いずみつかさ
- 音楽演出：谷瑛子
- 録音製作：スタジオ・エコー
- 日本語版製作：DISNEY CHARACTER VOICES INTERNATIONAL, INC.

## サブタイトル
| JP話数 | US話数 | サブタイトル                      | 原題                            |
| ------ | ------ | --------------------------------- | ------------------------------- |
| 1      | 36     | ヒーローはお友だち                | Hero Today, Don Tomorrow        |
| 2      | 4      | 海軍はきびしいよ                  | All Hands on Duck!              |
| 3      | 33     | 俺達は町の見張り番                | Nosy Neighbors                  |
| 4      | 29     | スクープはワニ園で!               | Gator Aid                       |
| 5      | 28     | 砂漠に消えたUFO                   | I.O.U. a U.F.O.                 |
| 6      | 22     | スキー場はおおさわぎ              | Snow Place to Hide              |
| 7      | 32     | テレビで泥棒大作戦                | Transmission: Impossible        |
| 8      | 16     | デューイの独立宣言                | Ducklaration of Independence    |
| 9      | 21     | 小さなヒーローたち                | Shrunken Heroes                 |
| 10     | 38     | 恐怖のアフリカレポート            | Stunt Double or Nothing         |
| 11     | 5      | 世界一の大泥棒をつかまえろ        | Pride Goeth Before the Fall Guy |
| 12     | 31     | ドナルドの愛情教育                | Ducky Dearest                   |
| 13     | 13     | スーパー戦士は正直に!             | Ready, Aim... Duck!             |
| 14     | 1      | 恐怖のダック王がやって来た        | The Really Mighty Ducks         |
| 15     | 3      | ねらわれたドナルド王              | Leader of the Quack             |
| 16     | 12     | コイ・ストーリー ～魚に恋した男～ | Koi story                       |
| 17     | 39     | 古代戦士の反乱                    | Feats of Clay                   |
| 18     | 26     | ハンバーグは冒険の味              | Recipe for Adventure            |
| 19     | 9      | 小さなビジネスマンは大忙し!       | Tasty Paste                     |
| 20     | 8      | ドナルドの朝の大冒険              | The Late Donald Duck            |
| 21     | 10     | ドナルドはお笑い大スター          | Phoniest Home Videos            |
| 22     | 2      | 恐竜になったイグアナ              | Island of the Not So Nice       |
| 23     | 27     | オバケなんか恐くない!             | The Boy Who Cried Ghost         |
| 24     | 25     | 俺はタフな山男                    | Ducks by Nature                 |
| 25     | 37     | ドナルドは名船長!?                | Captain Donald                  |
| 26     | 35     | ネコに宝石                        | Cat & Louse                     |
| 27     | 34     | 冒険野郎の秘密                    | Hit the Road, Backwater Jack    |
| 28     | 17     | 若返らずにいられない!             | Can't Take a Yolk               |
| 29     | 30     | 謎の地下男                        | None Like It Hot                |
| 30     | 14     | ごちゃまぜ博士の恐怖              | Pardon My Molecules             |
| 31     | 24     | 宇宙から来たいたずらっ子          | Take My Duck, Please            |
| 32     | 23     | ハワイで探偵物語                  | Huey Duck, P.I.                 |
| 33     | 11     | 帰ってきたTチーム                 | Return of the T-Squad           |
| 34     | 18     | ヒューイの歯は悪の命              | Heavy Dental                    |
| 35     | 20     | 世界一こわい良い子                | Long Arm of the Claw            |
| 36     | 7      | バイ菌博士のミクロ大作戦          | The Germinator                  |
| 37     | 15     | 怪しい普通の家族                  | Unusual Suspects                |
| 38     | 19     | 大地震に備えろ!                   | Duck Quake                      |
| 39     | 6      | スピード王は誰だ!?                | Need 4 Speed                    |